# 典簿
典簿，中國古代官職之一，在清朝，此官職為一普設性低階官職，品等為正七品或從七品。該官職主要從事掌奏文書的起稿校注，配置於國子監典簿廳、太常寺、光祿寺等等。1910年代，清朝滅亡後，該官職廢除。